# Colegio Mayor Jorge Juan
El Colegio Mayor Jorge Juan es un colegio mayor adscrito a la Universidad Complutense de Madrid. El Colegio Mayor Universitario "Jorge Juan", fue creado por Decreto de la Presidencia del Gobierno de 18 de junio de 1959 e instituido como organismo de la Universidad Complutense de Madrid, para hijos del personal de la Armada que cursasen estudios universitarios en Madrid. Se rige por las Normas reguladoras de los Colegios Mayores Universitarios, aprobadas por Decreto de 19 de octubre de 1973, del Ministerio de Educación y Ciencia (BOE de 10 de noviembre), por el Convenio entre la Universidad Complutense y la Acción Social de la Armada, de 9 de noviembre de 1974, por los Estatutos de la Universidad Complutense de Madrid, aprobados por Real Decreto 1.555/1991, de 11 de octubre (BOE de 4 de noviembre) y por los Estatutos de Normativa Colegial.
Conforme a lo dispuesto en el Decreto de Creación del Colegio Mayor "Jorge Juan", se considera fundación de la Dirección de Asistencia al Personal de la Armada, adscrita a la Jefatura de Personal de la Armada, integrada en el Ministerio de Defensa, que tiene la competencia para dictar las normas sobre el funcionamiento del colegio.
Lleva el nombre de Jorge Juan y Santacilia (1713 – 1773), marino y científico ilustrado. El proyecto del edificio corresponde al arquitecto Alberto López de Asiaín Selva.

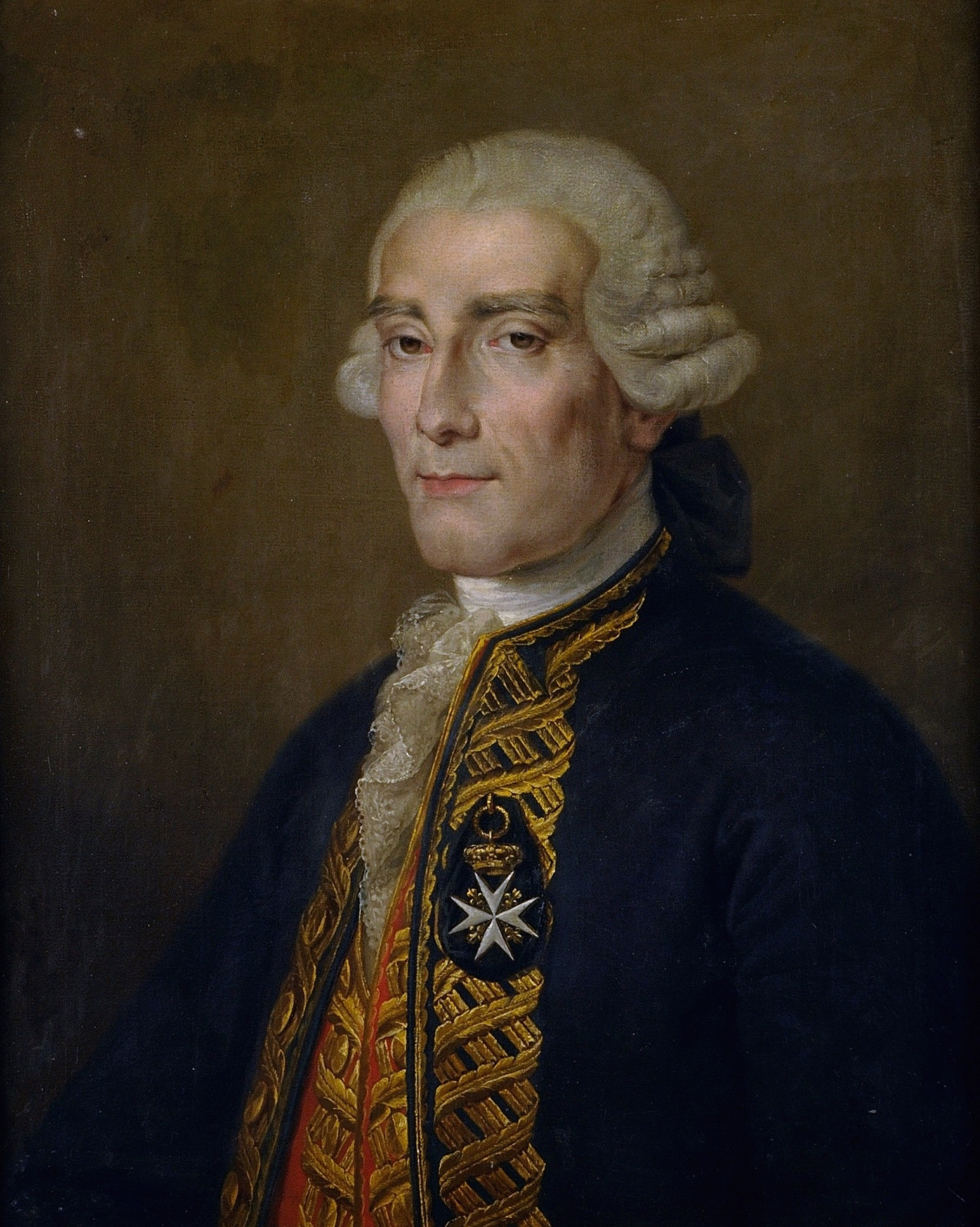
Jorge Juan

## Directores
Desde su fundación, han ocupado el cargo de director los siguientes oficiales de la Armada:
- Tte. Col. Auditor D. José Luis de Azcárraga Bustamante
- Tte. Col. Interventor D. José Blas de Echave-Sustaeta
- Coronel de Intendencia D. Julio López Rapallo
- Coronel Auditor D. Rafael Romero Álvarez
- Coronel Auditor D. Isidoro Valverde Álvarez
- Coronel de Intendencia D. José Antonio Martín Ivorra
- Capitán de Navío D. Enrique Segura García
- Capitán de Navío D. Antonio de Ugarte y de la Azuela
- Coronel de Intendencia D. Antonio Rendón-Luna y de Dueñas
- Capitán de Navío D. Santos Blanco Núñez
- Coronel de Intendencia Juan Luis Valero Vázquez
- Capitán de Navío D. Luis Mollá Ayuso
- Capitán de Navío D. Juan Moreno González-Aller
- Capitán de Navío D. José María Martín Dapena

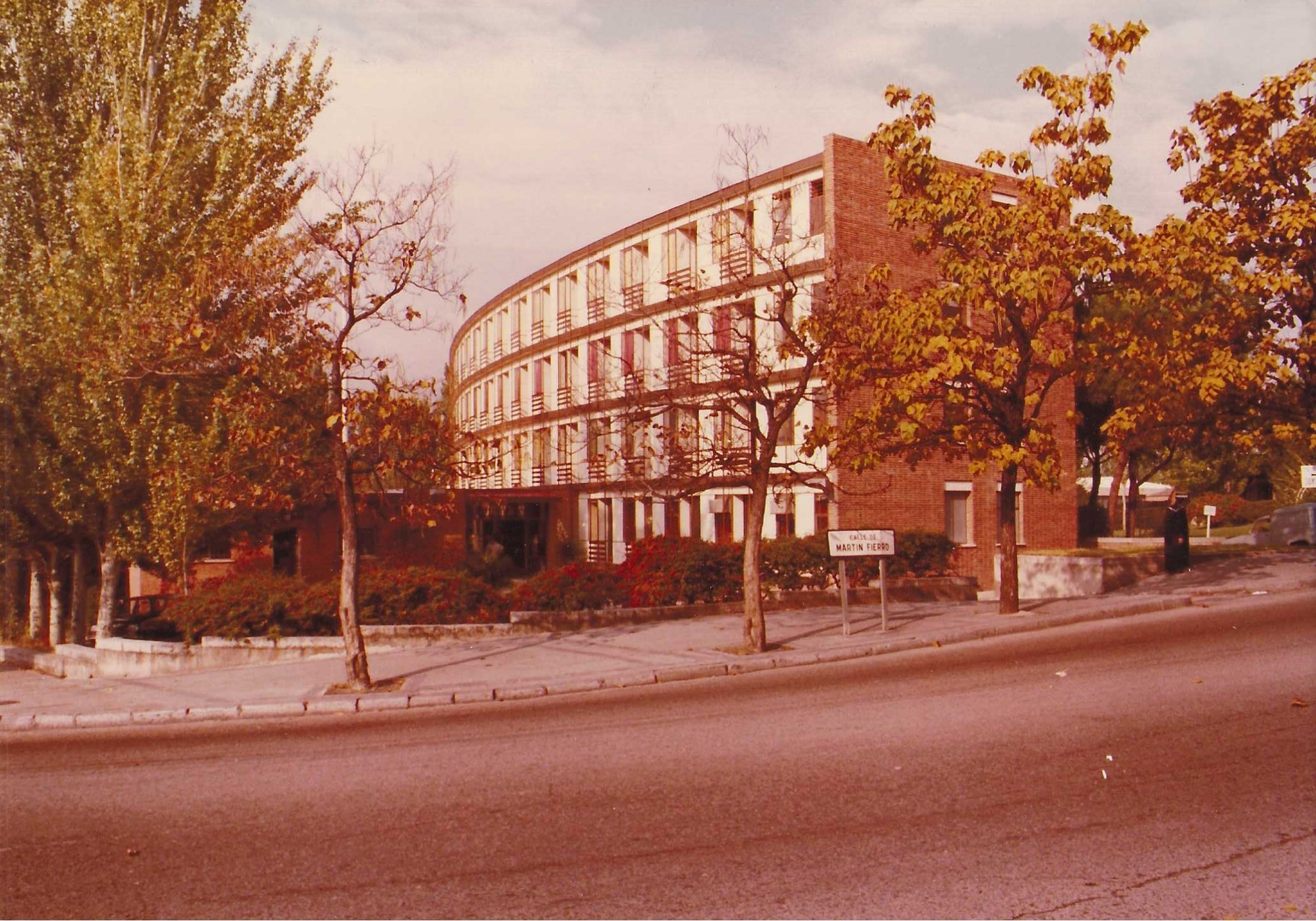
Fachada del Colegio Mayor Jorge Juan, en una imagen tomada en los primeros años 80